# Wilhelm Firl
Samuel Karl Wilhelm Firl (* 26. Januar 1894 in Dresden; † 16. August 1937 im Zuchthaus Berlin-Plötzensee) war ein deutscher Kommunist und Widerstandskämpfer.

## Leben
Wilhelm Firl war der älteste von drei Söhnen eines Schneiders in Dresden. Von 1900 bis 1908 besuchte er die dortige Volksschule. Danach machte er eine Schreiberlehre in einem Dresdener Rechtsanwaltsbüro (1908–1911). Von 1911 bis 1914 besuchte er das Seminar der evangelisch-lutherischen Landesmission in Leipzig. Unterbrochen vom Kriegsdienst (1915–1917) war er von 1914 bis 1921 als Büroangestellter in Chemnitz angestellt.
1917 schloss er sich der SPD an, ging aber schon im Januar 1919 zur gerade gegründeten Kommunistischen Partei Deutschlands. Seit dem Frühjahr 1921 arbeitete Firl als Hilfssekretär, später als Sekretär der Bezirksleitung der KPD Erzgebirge-Vogtland. 1923 war er für einige Monate Redakteur der Zeitung Der Kämpfer. In der Zeit von 1923 bis 1928 war er als Mitarbeiter des Zentralkomitees der KPD bzw. Redakteur des „Kommunistischen Pressedienstes“ tätig. Ende 1928 wurde er Mitglied der Redaktion der Zeitung Die Rote Fahne und verantwortlicher Redakteur der Volkswacht, Stettin. Am 30. April 1930 wurde Firl wegen seiner Arbeit zu fünfzehn Monaten Festungshaft verurteilt, die er auf der Festung Auerbach im Vogtland verbüßte. Nach der Haft war er wieder für Die Rote Fahne tätig und ab 1932 für den „Informationsdienst“ des ZK der KPD. Firl war auch gewählter Vertreter im „Zentralverband der Angestellten“; im „Internationalen Bund für Opfer des Krieges und der Arbeit“; im Arbeiterschwimmverein ‚Vorwärts‘ und Stadtbezirkverordneter in Berlin-Treptow.
Nach dem Machtantritt Adolf Hitlers am 30. Januar 1933 setzte Firl seine nunmehr illegale Tätigkeit für den „Informationsdienst“  bis zum Sommer 1934 fort. Für kurze Zeit war Firl auch im freien Saargebiet tätig. Von August 1934 bis August 1935 war er Beauftragter der KPD der Grenzstelle Zürich, die die illegale Arbeit in Süddeutschland leitete. Ab Oktober 1935 war er in Berlin unter den Decknamen „Friedrich“ und „Waldau“ tätig. Er informierte seine Genossen über den VII. Weltkongress der Kommunistischen Internationale und über die Brüsseler Konferenz der KPD 1935. Firl sorgte für Verbindungen der Illegalen in Hannover, Magdeburg, Ostpreußen und Pommern.
Am 30. Januar 1936 wurde er in Berlin von der Gestapo verhaftet. Firl wurde physisch und psychisch gefoltert. Fünfzehn Monate lag er gefesselt in seiner Zelle, durfte keine Post empfangen noch selbst schreiben. Firl legte kein Geständnis ab. Am 22. Mai stand er vor dem Volksgerichtshof, der ihn zum Tode verurteilte. Wilhelm Firl wurde am 16. August 1937 im Zuchthaus Plötzensee hingerichtet.
Firl hinterließ Frau und eine Tochter „Liesel“. Sein Bruder Herbert, der im spanischen Bürgerkrieg in den Internationalen Brigaden gekämpft hatte, starb auf der Überfahrt nach Mexiko im November 1941. Sein Bruder Hans Firl, der auch gegen die Faschisten gekämpft hatte, starb 1942 in Südfrankreich.

## Abschiedsbrief
„Liebe Maus! Meine letzten Gedanken sind bei Dir. Voller Dankbarkeit für Deine treue, tapfere Liebe. Du weißt, Du warst meine Königin. (…) Dank für diese letzten Liebesdienst. Nun mußt Du auch noch allen danken, die Gut zu mir waren. (…) Sage auch Liesel, sie soll tapfer bleiben. Und nun leb wohl, Teuere, Liebe. Ein letzter Kuß!“

## Ehrungen
- 1948 wurde die ehemalige Frischenstraße in „Firlstraße“ umbenannt.
- Eine „Wilhelm-Firl-Straße“ gibt es in Chemnitz, Zwickau, Rosenheim und Neubeuern.
- Eine nach ihm benannte Polytechnische Oberschule gab es in Chemnitz und eine Sprachheilschule „Wilhelm Firl, Förderschule“, Berlin.
- Auf dem Waldfriedhof in Berlin-Oberschöneweide gibt es einen Grabstein für mehrere NS-Opfer, auf dem auch Wilhelm Firl genannt wird.
- Gemeinschaftlicher Grabstein auf dem Waldfriedhof Berlin-Oberschöneweide für Wilhelm Firl und andere Opfer des NS-Regimes

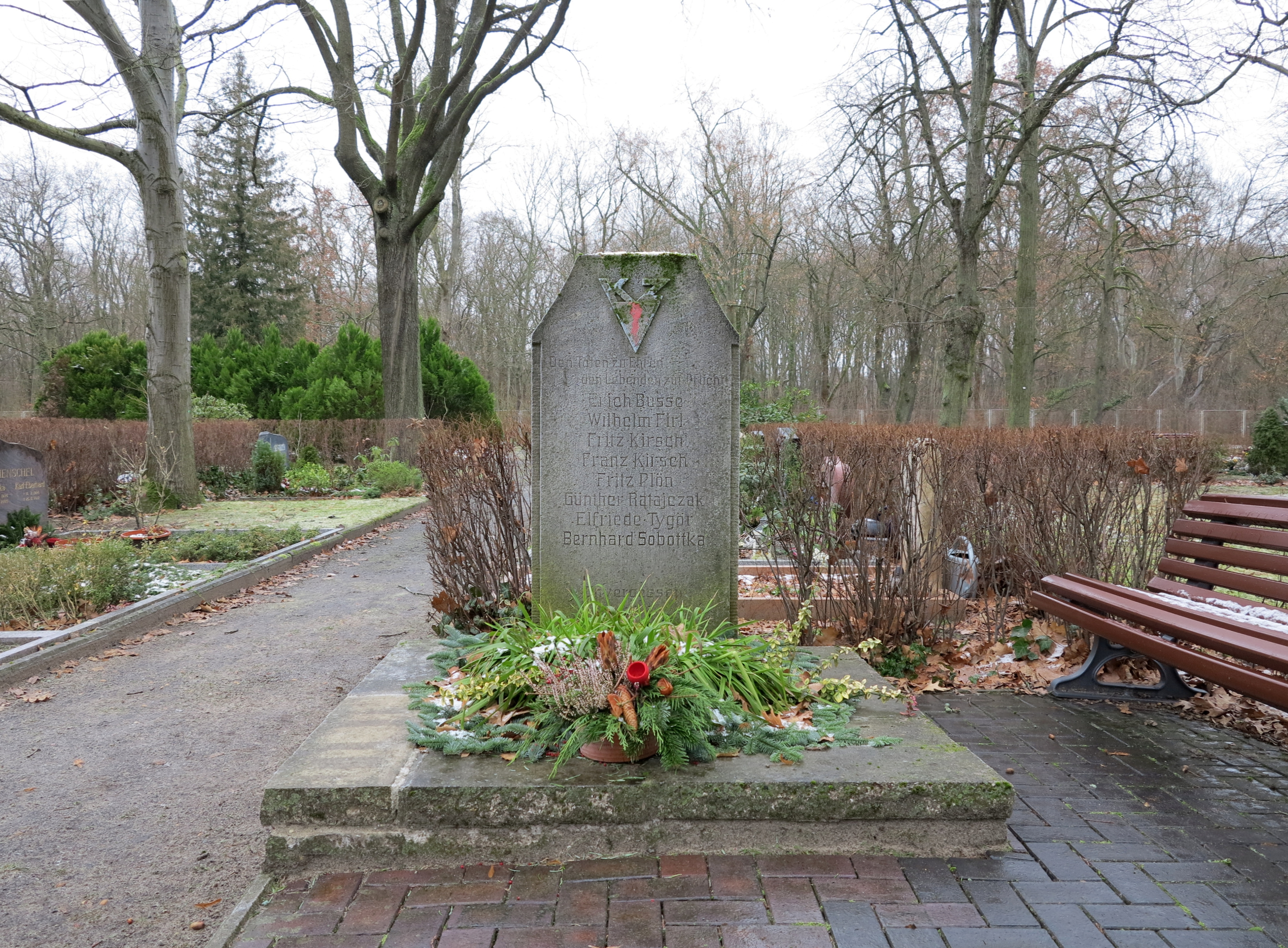
Gemeinschaftlicher Grabstein auf dem Waldfriedhof Berlin-Oberschöneweide für Wilhelm Firl und andere Opfer des NS-Regimes

siehe auch Wohngebiet Fritz Heckert und Waldfriedhof Oberschöneweide.

## Nachlass
- Bundesarchiv, SAPMO Signatur NY 4122 (Briefe an die Schwester und die Ehefrau) 1916, 1936–1937